# Грачёвка (Красноярский район)
Грачёвка — посёлок в Красноярском районе Самарской области. Входит в состав сельского поселения Хорошенькое.

## География
Находится у поймы реки Сок (левый берег), при автодороге 36Н-390, на расстоянии примерно 16 километров по прямой на северо-восток от районного центра села Красный Яр.

## Население
| 2010 |
| ---- |
| 33   |

## Национальный состав
Постоянное население составляло 27 человек (русские 96 %) в 2002 году, 33 в 2010 году.

## Транспорт
Автобусная остановка «Грачёвка».